# Ruth Wohlschlegel

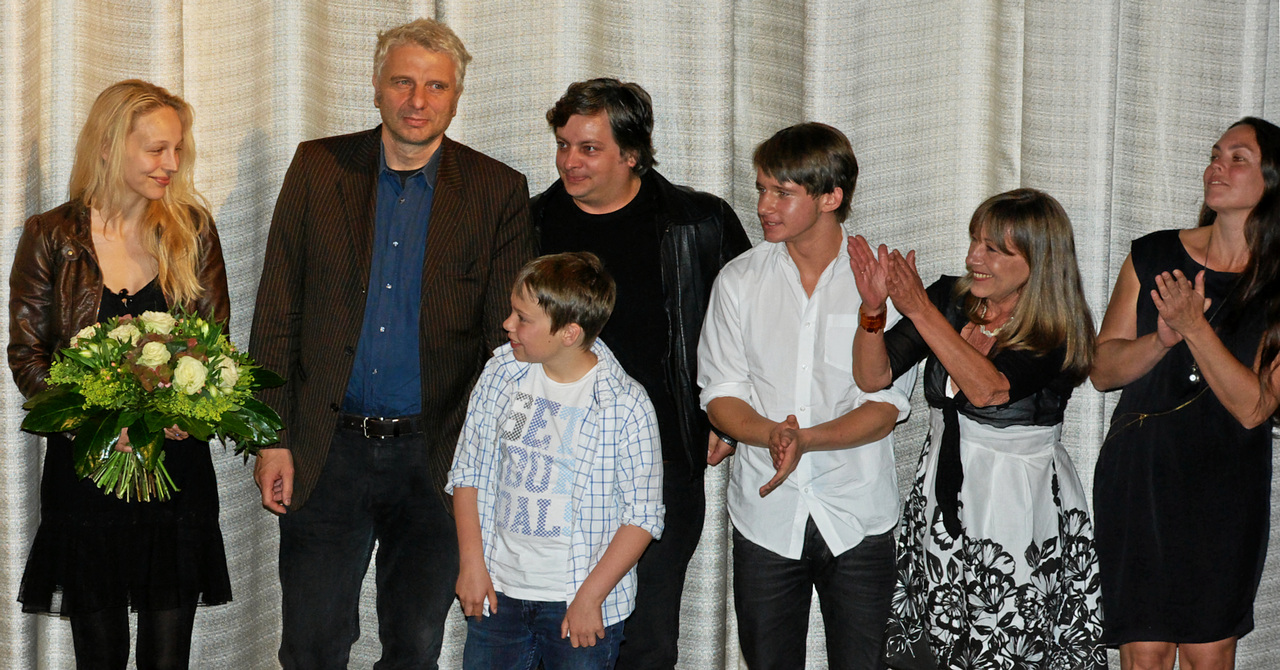
Ruth Wohlschlegel (zweite von rechts) bei der Premiere des Films Das geteilte Glück, Filmfest München 2010

Ruth Wohlschlegel (* 4. Dezember 1955 in Gengenbach; † vor oder am 13. Februar 2024) war eine deutsche Schauspielerin.

## Leben
Sie studierte von 1973 bis 1975 an der Hochschule für Musik und Theater Hamburg und war von 1979 bis 1981 im Lee Strasberg Institut in Los Angeles. Einige Theaterengagements hatte sie am Schauspielhaus Bochum, an der Freien Volksbühne Berlin und an den Wuppertaler Bühnen. Sie hatte als Schauspielcoach seit 1990 ein eigenes Schauspielstudio, lebte im bayerischen Wörthsee und gab Schauspielunterricht in der Pasinger Fabrik in München. Sie wirkte ab dem Jahr 1979 als Schauspielerin vor der Kamera in mehr als 20 Film-und-Fernsehproduktionen mit.
Ruth Wohlschlegel starb im Februar 2024 im Alter von 68 Jahren.

## Filmografie
- 1979: Jerusalem, Jerusalem (Fernsehserie, 2 Folgen)
- 1981: Die Laurents (Fernsehserie, 1 Folge)
- 1982: Der Mann auf der Mauer
- 1983: Die Macht der Gefühle
- 1993: Morlock (Fernsehserie, 1 Folge)
- 1994: Die Männer vom K3 (Fernsehserie, 1 Folge)
- 1994–2006: Die Wache (Fernsehserie, 4 Folgen)
- 1995: Tatort (Fernsehreihe; Folge: Bienzle und der Mord im Park)
- 1995: Stubbe – Von Fall zu Fall (Fernsehreihe; Folge Stubbes Urlaub)
- 1996: Männer und ihre Hobbies (Kurzfilm)
- 1997: Solo für Sudmann (Fernsehserie, 1 Folge)
- 1997–1998: Die Fallers (Fernsehserie)
- 1998: Das vergessene Leben (Fernsehfilm)
- 1998: Wolffs Revier (Fernsehserie, 1 Folge)
- 1998: Cascadeur – Die Jagd nach dem Bernsteinzimmer
- 2000: Am Ende siegt die Liebe (Fernsehfilm)
- 2000: Mutterblut (Kurzfilm)
- 1999–2003: Bei aller Liebe (Fernsehserie; wiederkehrende Rolle)
- 2004: Ein Baby für Dich (Fernsehfilm)
- 2004: Hausmeister Krause – Ordnung muss sein (Fernsehserie, 1 Folge)
- 2005: Fremde Haut
- 2010: Das geteilte Glück (Fernsehfilm)
- 2012: SOKO München (Fernsehserie, 1 Folge)
- 2013–2024: Frühling (Fernsehreihe)
  - 2013: Frühlingskinder
  - 2020: Liebe hinter geschlossenen Vorhängen
  - 2020: Genieße jeden Augenblick
  - 2021: Große kleine Lügen
  - 2021: Weihnachtsgrüße aus dem Himmel
  - 2022: Das erste Mal
  - 2022: Eine Handvoll Zeit
  - 2024: Ein Zebra im Gepäck
  - 2024: Blick ins Morgen
  - 2024: Mit dem Feind im Bett
  - 2024: Holla, die Waldfee
- 2019: Der Pass (Fernsehserie, 1 Folge)
- 2019: SOKO Wismar (Fernsehserie, 1 Folge)
- 2021: Zimmer mit Stall (Fernsehreihe, Folge: Schwiegermutter im Anflug)
- 2021: Hitzig – Ein Saunagang (Kurzfilm)
- 2022: Tatort (Folge: Die Blicke der Anderen)
- 2024: Ein Sommer im Schwarzwald (Fernsehreihe)